# Cerco de Marselha (1524)

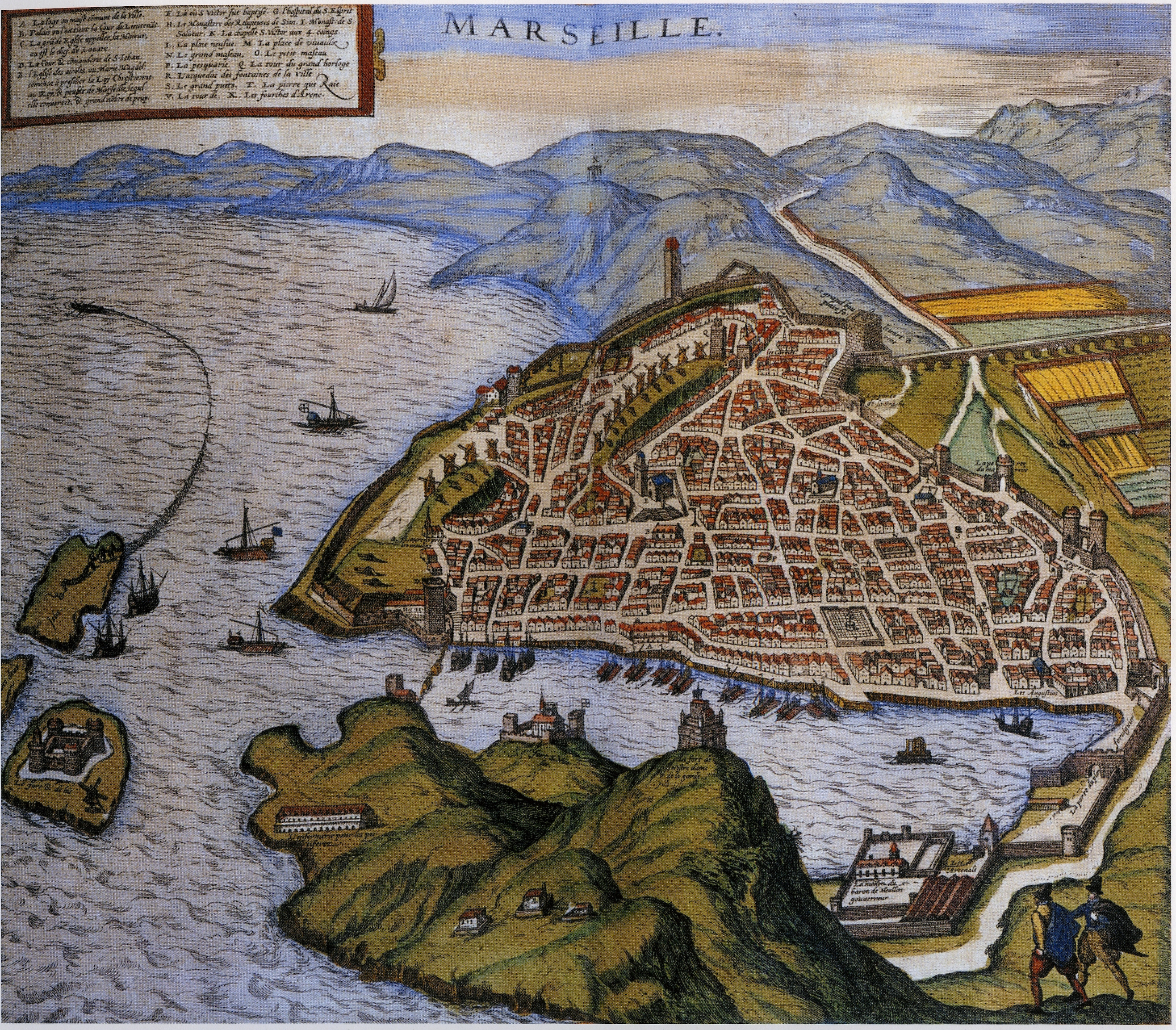
Gravura da cidade de Marselha extraída do Atlas de Braun e Hogenberg: 'Cidades do Mundo'

O Cerco de Marselha (Agosto–Setembro de 1524) foi a batalha na Guerra Italiana de 1521-1526 conduzido pelo exército Imperial, sob Charles de Bourbon e Fernando de Avalos contra os defensores franceses de Marselha. Embora Avalos tenha saqueado os campos em redor, não obteve êxito na apreensão da cidade.